# Сакъзагаджъ
„Сакъзагаджъ“ (на турски: Sakızağacı) е квартал на Истанбул, разположен в градска околия Бакъркьой. Общата му площ е 0,38 км2. Според данни на Адресната система за регистриране на населението (ABPRS) към 2024 г. населението на „Сакъзагаджъ“ е 8557 жители.